# Porta Grossetana (Istia d'Ombrone)
Porta Grossetana è una delle due originarie porte lungo l'antica cinta muraria di Istia d'Ombrone, località del comune di Grosseto.

## Storia

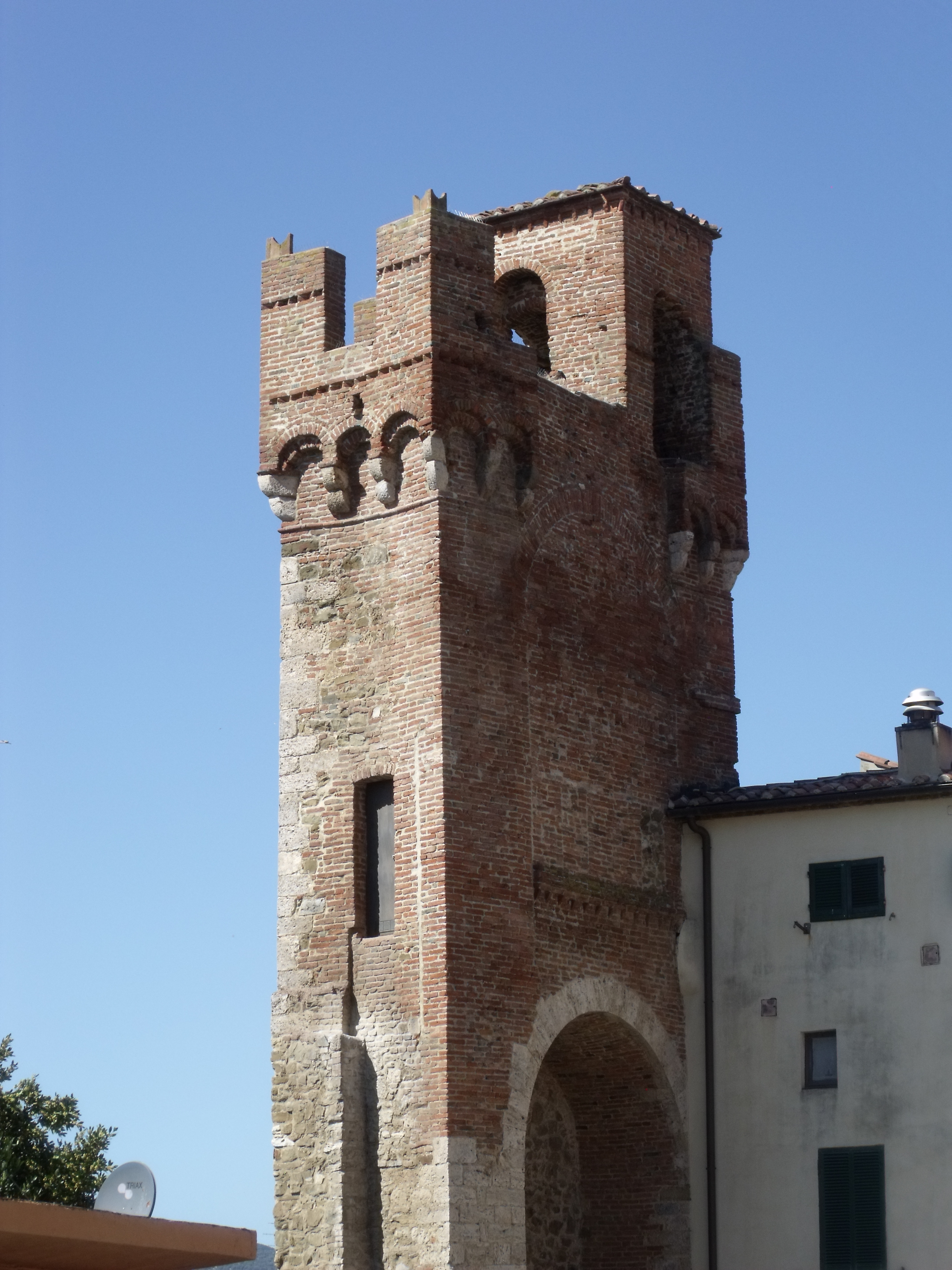
La torre della Porta Grossetana

La struttura fu realizzata in epoca medievale, quasi certamente attorno al XII secolo, durante l'espansione del centro storico con la costruzione della cinta muraria esterna (quella interna nella parte più alta è databile IX-X secolo).
Nel corso del XV secolo, gran parte delle mura di Istia d'Ombrone furono incorporate nei nuovi edifici in fase di costruzione; proprio in questo periodo, la torre con la Porta Grossetana si trovò addossata su un lato al Palazzo di Giustizia.
Nei secoli successivi, il dilagare della malaria determinò un progressivo abbandono del borgo che arrivò a contare soltanto poche decine di abitanti durante la stagione invernale (durante l'estate il centro era praticamente spopolato). Tutto ciò determinò un inevitabile deterioramento del patrimonio architettonico, il cui recupero ebbe inizio soltanto a partire dalla fine del XIX secolo. Ciò nonostante, la fortificazione risultava essere ben conservata.
Durante il XX secolo, alcuni interventi di restauro hanno permesso di mantenere la porta e la torre in ottime condizioni di conservazione.

## Descrizione
Porta Grossetana si apre alla base dell'omonima torre, originariamente situata lungo le mura medievali di Istia d'Ombrone.
La torre è costituita rivestita in pietra nella parte inferiore, dove si apre la porta ad arco tondo, mentre si presenta in laterizio nella parte superiore. Guardando la struttura dal lato esterno, risulta addossata sul lato sinistro alla parete laterale del quattrocentesco Palazzo di Giustizia.
La parte alta della torre è coronata da una serie di Archetti pensili racchiusi da mensole dove poggia la merlatura sommitale, sopra la quale si eleva una torretta campanaria sullo stesso lato del Palazzo di Giustizia.